# しぐにゃん
しぐにゃんは、二人の姉妹によるユニット名で、日本の漫画家、イラストレーター、京都府出身。秋田書店から商業作品を出版しているほか、成人向けの作品も出版している。
同人サークル「しぐにゃん」を主宰し、同人誌即売会に参加。

## 略歴
- 2003年、『ポプリクラブ』（晋遊舎）（マックス）で連載。
- 2008年、「SWEET SISTER」を『チャンピオンRED いちご』 （秋田書店）で連載。
- 2009年、「にゃっと!」を『チャンピオンRED いちご』で連載。

## 作品リスト

### 単行本

#### 一般向け
- SWEET SISTER （秋田書店） 2009年6月19日 / ISBN 978-4253230773
- にゃっと! （秋田書店）全3巻
  1. 2010年6月18日 / ISBN 978-4253232579
  2. 2011年6月20日 / ISBN 978-4253232586
  3. 2012年7月20日 / ISBN 978-4253232593

#### 成人向け
- ぷにぷに （晋遊舎） 2006年5月19日 / ISBN 978-4883805280
  - ぷにぷに 新装版 （マックス） 2007年12月18日 / ISBN 978-4903491516
- あまえんぼう （マックス） 2007年12月18日 / ISBN 978-4903491493

### 単行本未収録作品
- COMICポプリクラブ （マックス）
  - エマにお願い チュウチュウぱにっく （2008年5、7、9月号）
  - MEGABUCKS! （2008年12月号）
- コミックPフラート （マックス）
  - ハロウィンマジック （Vol.14 2011年10月）

### イラスト
- 真慈真雄 お姉ちゃんの弟くん（フランス書院美少女文庫、挿絵）2009年9月20日 / ISBN 978-4829658970
- 田沼淳一 お姉ちゃんがたべちゃうぞ　がお（フランス書院美少女文庫、挿絵）2010年11月19日 / ISBN 978-4829659526
- 携帯アプリ「萌☆写」（2010年）